# قطعنامه ۱۸۶۵ شورای امنیت
قطعنامه  ۱۸۶۵ شورای امنیت سازمان ملل متحد که در تاریخ ۲۷ ژانویه ۲۰۰۹ تصویب شد، سندی بین‌المللی دربارهٔ بررسی وضعیت در ساحل عاج است. این قطعنامه طی نشست ۶۰۷۶ام با ۱۵ رای موافق، ۰ مخالف و ۰ ممتنع تصویب شد.